# Skarp sienakremla
Skarp sienakremla (Russula versicolor) är en svampart som beskrevs av Jul. Schäff. 1931. Skarp sienakremla ingår i släktet kremlor och familjen kremlor och riskor.  Arten är reproducerande i Sverige. Inga underarter finns listade i Catalogue of Life.

## Källor

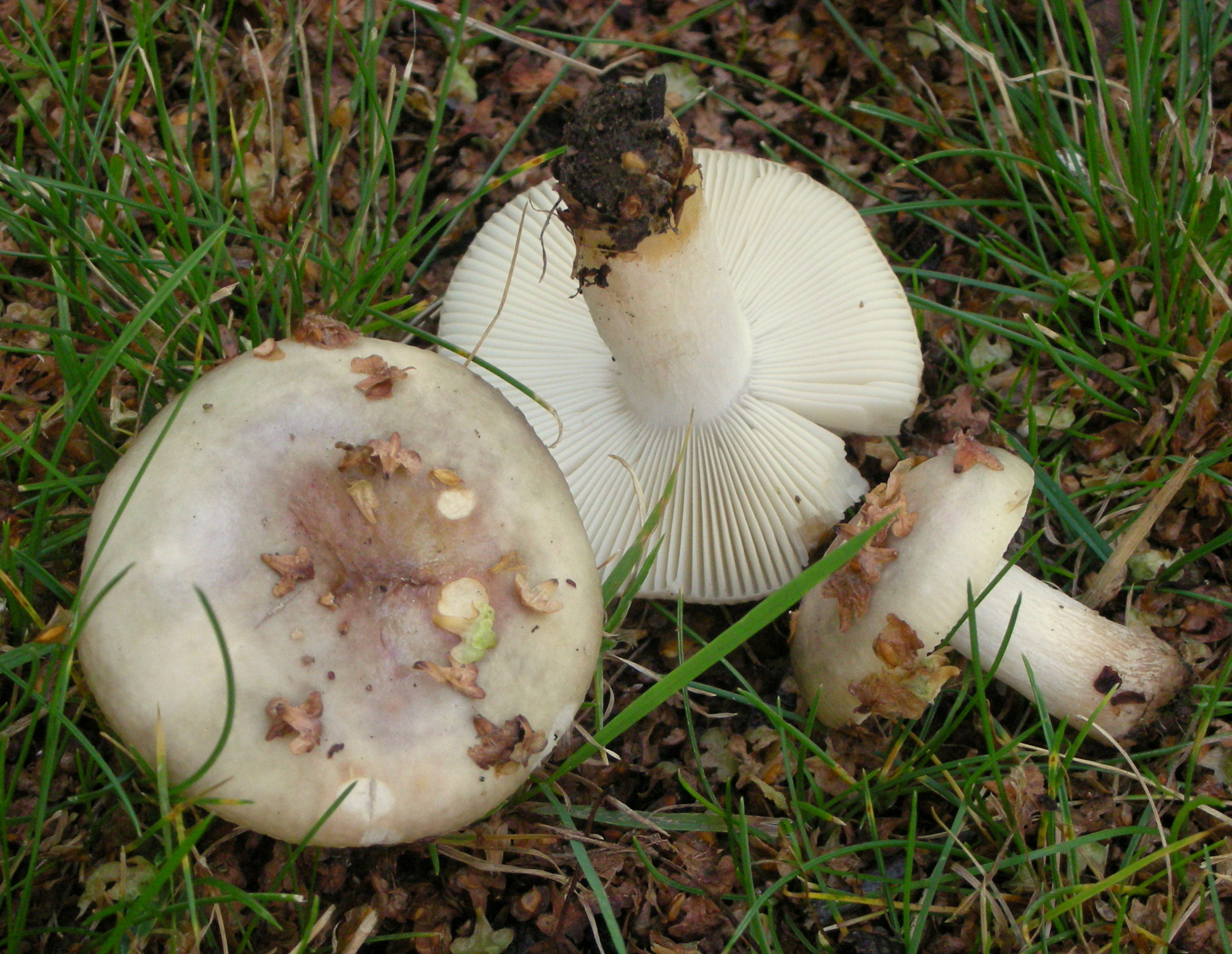
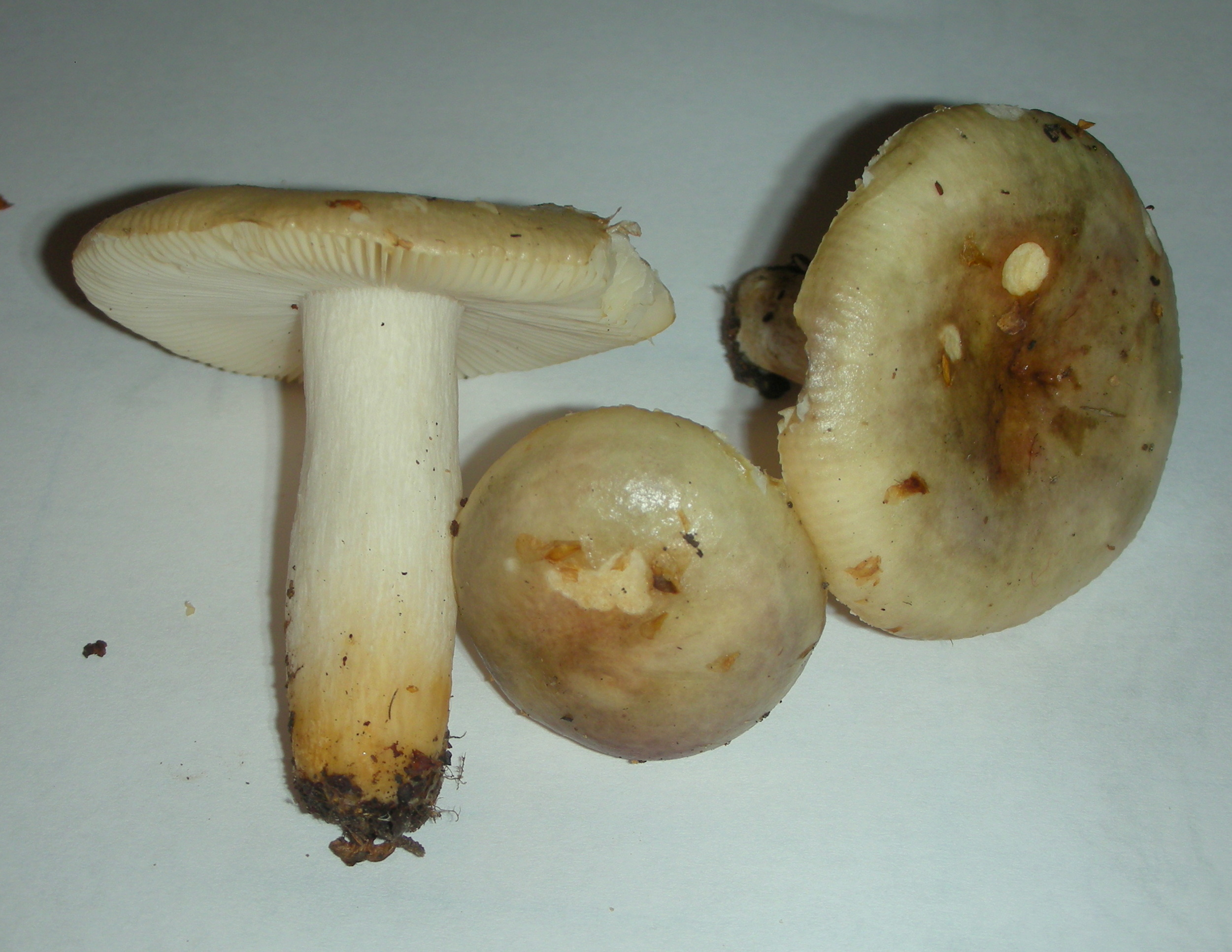
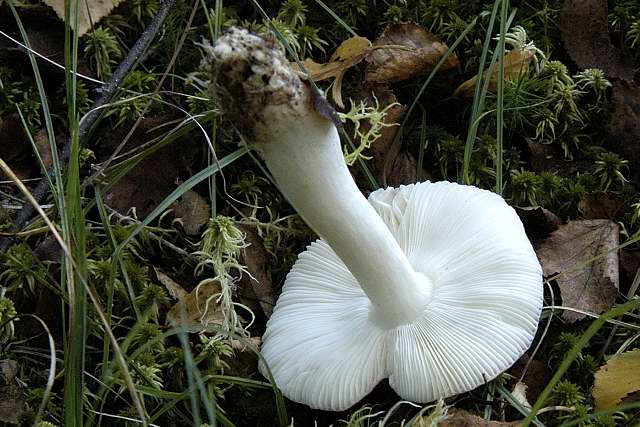
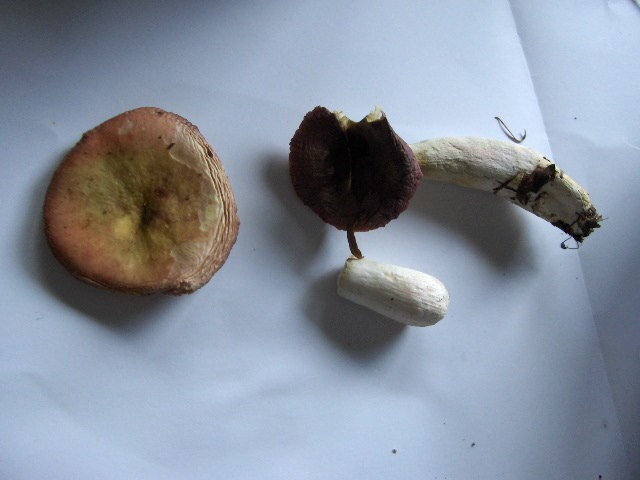